# 唐健垣
唐健垣（1946年12月30日—），美國衛斯理大學民族音樂學博士，香港演藝學院中樂系首任系主任。中國古琴學會前副會長 ，國際古琴學會前副會長，上海古琴基金會理事。孫毓芹稱為「霞外居士」，饒宗頤親題「霞外居」相贈 。斲琴家，正聞琴坊創建人/廠長。
長期在香港電台主持及推廣「南音」的廣播節目及公開表演南音說唱，有「南音箏聖」之稱 。

## 生平
1946年香港出生，後隨母回鄉於廣東省南海縣務農，1953年七歲時隨母回港生活。已婚，二女。
曾習太極拳、柔道、合氣道、空手道等內外家功夫。
1969年 與髮妻賴詠潔結婚，在台求學時二人合編《琴府》，九十年代初患胃癌早逝。1972年生長女學文。
1998年再續弦，現任妻子為向雪春，次女學儀。

## 學歷
1960年代於台灣國立臺灣師範大學唸中文系，於1969年獲文學士學位。
回港後在香港中文大學修讀商代甲骨文及古聲韻學碩士班，並於1975年獲得語言文字碩士學位。其間香港中文大學崇基學院音樂系欲創辦中樂科系，苦無人才，唐氏因編著《琴府》一書，被音樂系系主任破格邀請教授中國音樂課（中國戲曲欣賞，七弦古琴課程，並在大學首辦斲琴班)。
1979年獲獎學金往美國衛斯理大學攻讀民族音樂學博士，1983年獲得學位。留美期間曾在美國密芝根大學亞洲研究所任訪問教授，主授甲骨文、中樂，亦曾在密芝根大學教學。
1984年回港，任香港演藝學院中樂系系主任(1984-1992)。

## 音樂經歷
中學時自學古箏、二胡等樂器。自六十年代開始彈箏、唱粵曲及南音。其粤曲師承徐柳仙、陳皮、李庸、王粵生等人。
古琴在香港啟蒙於饒宗頤，並獲饒公借予明朝古琴，方便其在台北練琴。在台北讀書時，隨梅庵派琴家吳宗漢、王憶慈伉儷習琴，後又從孫毓芹學琴及斲琴。畢業後曾求教於香港琴家蔡德允、北京琴家吳景略。
南音師承杜煥。1970年代正式拜杜煥為師，學習地水南音「口唱、左手拍板、右手彈箏」表演方式，成為杜氏在港唯一入室弟子。
1973-1975年間在香港中文大學音樂系時，除教琴外，也曾開辦斲琴班，廿年間尋得唐、宋、明及清古琴，修琴並斲琴。

## 出版著作
- 書籍
  - 《琴府》（古琴書籍彙編），1971，臺北，臺北聯貫出版社
  - 《商代樂器考》，1983，紐約
  - 《唐氏粵曲唱本》，1981，香港書局
  - 《中國音樂 二冊》，1980、1981，香港 四海出版社
  - 《唐氏霞外居古琴珍萃》，2006，香港
- 錄音
  - 《香港音樂憶故人》，1973，百代唱片歐洲版
  - 《唐琴秋籟》錄音帶，1986，香港
  - 《唐健垣講解古琴曲示範》2CD，2004，香港
  - 《霞外琴韻》CD，2006，香港
- 錄影
  - 《唐健垣古琴獨奏》VCD，2002，香港